# Hannemor Keidel
Hannemor Keidel (* 1943 in München) ist eine deutsche Politikwissenschaftlerin.

## Werdegang
Keidel studierte an der Universität München Politische Wissenschaft, Neuere Geschichte und Kommunikationswissenschaft und promovierte 1973 an der Technischen Universität München (TUM). Danach war sie Mitarbeiterin am Lehrstuhl für Politische Wissenschaft der TUM. Von 2000 bis 2008 war sie Vizepräsidentin der Technischen Universität München. Seither ist sie Beauftragte des Präsidenten für die Wissenschaftsbeziehungen zu Frankreich sowie (seit dem 1. Juni 2014) Beauftragte für die Hochschule für Politik München.
Seit 2007 ist sie im Vorstand des Akkreditierungs-, Certifizierungs- und Qualitätssicherungs-Instituts (ACQUIN) tätig.

## Ehrungen
- 2005: Ritter des Ordre des Palmes Académiques
- 2010: Bayerische Europamedaille
- 2012: Ritter der französischen Ehrenlegion[1]
- 2012: Verdienstkreuz am Bande der Bundesrepublik Deutschland
- 2017: Bayerischer Verdienstorden[2]